# Benjamin Rogiers
Benjamin Rogiers, né le 24 octobre 1989 à Boussu dans le Hainaut, est un pongiste belge.

## Biographie

### Carrière sportive
Benjamin Rogiers commence le tennis de table au club jemappien du Borina à l'âge de sept ans. En seulement six ans, il atteint le classement B4. Il rejoint La Villette Charleroi en 2003
En 2008, il participe aux Mondiaux à Guangzhou avec la Belgique aux côtés de Jean-Michel et Philippe Saive, Martin Bratanov et Yannick Vostes où ils terminent 24e. En octobre de la même année, il est médaillé de bronze aux championnats d'Europe avec la Belgique aux côtés de Jean-Michel Saive, Martin Bratanov, Yannick Vostes et Vitta Kilomo. Il jouera sous les couleurs de l'équipe nationale belge jusqu'en 2013.
En 2010, il est champion de Belgique en double avec Yannick Vostes à Louvain-la-Neuve.
Il a obtenu sa meilleure place au classement mondial en juin 2010 avec une 209e place et son meilleur classement belge fut A3 (troisième meilleur joueur de Belgique) entre 2009 et 2011.
Il évolue depuis 2022 au CTT Royal Alpa en Superdivision belge.

## Palmarès
1999
- Champion de Belgique pré-minime en double avec Maxime Lagneaux

2000
- Champion de Belgique pré-minime

2001
- Champion de Belgique minime en double avec Maxime Lagneaux

2002
- Champion de Belgique minime
- Champion de Belgique série C en double mixte avec Charlène Schouleur

2003
- Champion de Belgique cadet
- Champion de Belgique cadet en double avec Maxime Lagneaux
- Champion de Belgique cadet en double mixte avec Charlène Schouleur

2007
- Finaliste de l'Open de Tunisie junior à Tunis
- Finaliste de l'Open de Tunisie junior en double avec Lauric Jean à Tunis
- Finaliste de l'Open du Canada junior à Montréal
- Finaliste de l'Open du Canada junior en double avec Lauric Jean à Montréal
- Troisième aux Championnats d'Europe juniors à Bratislava

2008
- Médaille de bronze aux Championnats d'Europe par équipes avec la Belgique

2009
- Troisième de l'Open de Biélorussie à Minsk
- Troisième de l'Open du Maroc en double avec Yannick Vostes à Rabat
- Troisième de l'Open du Maroc des moins de 21 ans à Rabat

2010
- Champion de Belgique en double avec Yannick Vostes
- Troisième de l'Open d'Égypte des moins de 21 ans au Caire
- Troisième de l'Open du Maroc en double avec Yannick Vostes à Rabat
- Finaliste de l'Open du Maroc des moins de 21 ans à Rabat
- Troisième de la Grande Finale du Pro Tour en double avec Yannick Vostes à Séoul

2011
- Troisième de l'Open du Maroc en double avec Yannick Vostes à Rabat

2014
- Vice-champion de Belgique à Andenne
- Champion de Superdivision belge avec le TTC Nodo Ekeren

2015
- Vice-champion de Belgique en double avec Marc Closset à Roulers
- Vice-champion de Belgique en double mixte avec Margo Degraef à Roulers